# Yangjiawan Shuiku
Yangjiawan Shuiku är en reservoar i Kina. Den ligger i provinsen Shaanxi, i den nordvästra delen av landet, omkring 25 kilometer sydost om provinshuvudstaden Xi'an. Trakten runt Yangjiawan Shuiku består till största delen av jordbruksmark.
Genomsnittlig årsnederbörd är 688 millimeter. Den regnigaste månaden är september, med i genomsnitt 143 mm nederbörd, och den torraste är januari, med 4 mm nederbörd.